# Antonio Faciola
Antônio de Almeida Facióla (São Luís, 18 de novembro de 1865 — Belém, 9 de maio de 1936) foi um arquiteto, banqueiro, pianista e político brasileiro.

## Biografia
Era filho de João Facióla e Michaela de Almeida. De seus sete irmãos, Maria da Glória, Victor, José e João nasceram na cidade portuguesa de Porto; já Maria Josefina, Maria Anna e Maria Laura nasceram no solar da família Facióla, em Francavila-Alessandra, Itália. 
Antônio fez o curso primário e de humanidades naquelas cidades, matriculando-se, logo após, no Conservatório de Música de Milão onde formou-se com mérito e tornou-se amigo fraterno do maestro Carlos Gomes. Antes da virada do século, a família Facióla regressou a São Luís, onde o talentoso pianista passou a ensinar piano para as moças da sociedade maranhense, casando-se com a jovem Servita, uma de suas alunas. Dessa união nasceram os filhos Oscar, Inah e Edgard. Ainda em São Luís interessou-se pelos livros, pois seu avô materno era proprietário da maior livraria da capital maranhense, A Universal.
Em Belém, além de professor do Conservatório de Música, abriu a livraria Maranhense, sendo em seguida eleito senador estadual. Na área comercial, tornou-se sócio e acionista do Banco do Estado do Pará e da Companhia de Cervejaria Paraense, chegando a ser diretor de ambas as empresas.
A Revolução de 1930 veio encontrá-lo no posto de Intendente da capital paraense, Belém do Pará, cargo para o qual foi conduzido pelo Governador Eurico de Freitas Vale. Sua gestão durou apenas um ano, mas pôde dar continuidade ao alargamento da atual avenida Presidente Vargas, iniciado na gestão de Antônio Lemos, e da avenida Serzedelo Correia, remodelando suas pistas de rolamento. 
Sua obra perene foi a aquisição do Relógio, um monumento que ornamenta a Praça Siqueira Campos, integrante do complexo do Ver-o-Peso, chamada popularmente de Praça do Relógio (sem placa indicativa de seu idealizador).
Antônio Facióla residiu na Chácara Bem-Bom (1° 26′ 10″ S, 48° 27′ 29,5″ O), situado no bairro do Marco, posteriormente no Palacete Faciola (anteriormente denominado Palacete Silva Santos 1° 27′ 14″ S, 48° 29′ 29″ O), situado no bairro de Nazaré, servia de parâmetro para mostrar ao Brasil o requinte de outrora. Nas artísticas guarnições de ferro encontrada nas janelas do palacete, existe um monograma com as letras S.F., que adquiriu duas interpretações: homenagem à dona Servita Faciola; ou homenagem à família Silva Santos.